# Сам Уелър (персонаж)
Сам Уелър е художествен персонаж от „Записките Пикуик“, първият роман на Чарлз Дикенс, и е героят, който прави Дикенс известен.
Уелър за първи път се появява в десетия сериализиран епизод. Преди това месечните откъси от книгата не предизвиквали голям интерес – именно хуморът на героя превръща книгата във феномен в книгоиздаването. Начинът на Уелър да цитира различни хора води до появата на уелъризма, доближаващ се по значение до народната пословица.
В 10-ата глава на романа, едноименният му герой, г-н Пикуик, се среща със Сам Уелър, работещ в гостилницата „Уайт Харт“ в „Боро“ и скоро го взема за личен слуга и спътник в пътуванията му. Връзката между идеалистичния и наивен Пикуик и проницателния лондончанин Уелър е сравнявана с тази между Дон Кихот и Санчо Панса.